# سیارک ۱۲۷۲۲
سیارک ۱۲۷۲۲ (به انگلیسی: 12722 Petrarca، نامگذاری:1991PT1) دوازده هزار و هفتصد و بیست و دومین سیارک کشف شده‌است که در ۱۰ اوت ۱۹۹۱ کشف شد.
قدر مطلق سیارک برابر ۱۴٫۶۰ است.